# Canton de Brouvelieures
Le canton de Brouvelieures est une division administrative française, située dans le département des Vosges et la région Lorraine.

## Composition
| Nom                       | Code Insee | Intercommunalité                 | Superficie (km2) | Population (dernière pop. légale) | Densité (hab./km2) |
| ------------------------- | ---------- | -------------------------------- | ---------------- | --------------------------------- | ------------------ |
| Brouvelieures (chef-lieu) | 88076      | CC Bruyères - Vallons des Vosges | 7,36             | 455 (2014)                        | 62                 |
| Belmont-sur-Buttant       | 88050      | CC Bruyères - Vallons des Vosges | 8,46             | 291 (2014)                        | 34                 |
| Biffontaine               | 88059      | CA de Saint-Dié-des-Vosges       | 8,88             | 426 (2014)                        | 48                 |
| Bois-de-Champ             | 88064      | CA de Saint-Dié-des-Vosges       | 17,69            | 118 (2014)                        | 6,7                |
| Domfaing                  | 88145      | CC Bruyères - Vallons des Vosges | 3,90             | 219 (2014)                        | 56                 |
| Fremifontaine             | 88184      | CC Bruyères - Vallons des Vosges | 9,56             | 481 (2014)                        | 50                 |
| Mortagne                  | 88315      | CA de Saint-Dié-des-Vosges       | 22,20            | 160 (2014)                        | 7,2                |
| Les Poulières             | 88356      | CA de Saint-Dié-des-Vosges       | 2,98             | 247 (2014)                        | 83                 |
| Les Rouges-Eaux           | 88398      | CA de Saint-Dié-des-Vosges       | 5,90             | 89 (2014)                         | 15                 |
| Vervezelle                | 88502      | CC Bruyères - Vallons des Vosges | 1,92             | 126 (2014)                        | 66                 |

## Représentation

### Conseillers d'arrondissement (de 1833 à 1940)
Le canton de Brouvelieures avait deux conseillers d'arrondissement au 19e siècle.
| Période                                  | Période      | Identité                           | Étiquette | Qualité |
| ---------------------------------------- | ------------ | ---------------------------------- | --------- | --- |
| 1833                                     | 1833         | Louis Melchior Febvrel             |           | Président du Tribunal civil de Saint-Dié Élu également conseiller général du canton de Saales               |
| 1833                                     | 1848         | Jacques Joseph Mougeot (1779-1854) |           | Marchand de fer, juge de paix à Bruyères                                                                    |
| 1833                                     | 1848         | M. Chavane                         |           | Négociant à Brouvelieures                                                                                   |
|                                          |              |                                    |           | |
| av.1855                                  |              | Jean Balthazar Choub               |           | Notaire à Brouvelieures                                                                                     |
|                                          |              |                                    |           | |
| 1913                                     | 1920 (décès) | Paul Gros                          | Rad.      | Conseiller municipal de Brouvelieures                                                                       |
| 1920                                     | 1936 (décès) | Paul Étienne (1865-1936)           | Rad.      | Régisseur forestier, conseiller municipal de Brouvelieures                                                  |
| 1936                                     | 1937         | Achille Villaume                   | URD       | Maire de Domfaing                                                                                           |
| 1937                                     | 1940         | M. Grosgeorges                     | Rad.      | |
| 1940                                     |              |                                    |           | Les conseils d'arrondissement ont été suspendus par la loi du 12 octobre 1940 et n'ont jamais été réactivés |
| Les données manquantes sont à compléter. |              |                                    |           | |

### Conseillers généraux de 1833 à 2015
| Période           | Période          | Identité                                             | Étiquette              | Qualité |
| ----------------- | ---------------- | ---------------------------------------------------- | ---------------------- | --- |
| 1833              | 1839             | Charles Ferdinand Vaulot                             | Conservateur           | Maître de forges, député (1828-1834) Maire de Brouvelieures |
| 1839              | 1863 (décès)     | Auguste Doublat (1800-1863)                          | Majorité ministérielle | Maître de forges à Brouvelieures Député (1834-1849) |
| 1863              | 1879             | Louis Doublat (1828-1893, fils du précédent)         | Droite                 | Maître de forges et propriétaire à Brouvelieures |
| 1879              | 1892             | Charles Ferry                                        | UR puis Prog.          | Banquier Préfet de Saône-et-Loire (mars à novembre 1871) Préfet de Haute-Garonne (1871-1873) Député (1881-1885 et 1893-1902) Sénateur (1888-1891)                                                 |
| 1892              | 1912 (décès)     | Edmond Béjot (1863-1912)                             | Républicain            | Avocat |
| 1913              | 1939 (décès)     | Jean-Baptiste Thomas (1870-1939)                     | Rad. ind.              | Marchand de bois et boulanger Maire des Rouges-Eaux (1900-1939) |
| 1939              | 1940             | siège vacant                                         |                        | |
|                   |                  |                                                      |                        | |
| 1943              | 1945             | Albert Jeancolas (1890-1975)                         |                        | Marchand de bois Maire de Brouvelieures Nommé conseiller départemental en 1943 |
|                   |                  |                                                      |                        | |
| 1945              | 1966 (démission) | André Thomas (1897-1967, fils de J.B.Thomas)         | RPF puis Rad. puis DVD | Négociant Maire des Rouges-Eaux (1945-1955) |
| 11 septembre 1966 | 1979             | Françoise Thomas-Chastant (belle-fille du précédent) | SE                     | Maire de Bois-de-Champ (1959-1977) |
| 1979              | 1985             | Bernard Meyer                                        | PS                     | Agent commercial Maire de Les Poulières (1977-1983) |
| 1985              | 1992             | André Bernière                                       | RPR                    | Exploitant forestier Maire de Mortagne (1952-2001) |
| 1992              | 1998             | Roger Pierrat                                        | DVG puis DVD           | Transporteur Maire de Fremifontaine (1977-2001) |
| 1998              | 2015             | Étienne Pourcher                                     | PS                     | Ingénieur économiste Maire de Fremifontaine (2001-2014) Président du Groupe des élus Républicains et Socialistes au Conseil Général des Vosges Président du Syndicat Mixte du Pays de la Déodatie |

## Démographie
| 1962  | 1968  | 1975  | 1982  | 1990  | 1999  | 2006  | 2011  | 2012  |
| ----- | ----- | ----- | ----- | ----- | ----- | ----- | ----- | ----- |
| 2 426 | 2 462 | 2 356 | 2 383 | 2 356 | 2 381 | 2 541 | 2 682 | 2 677 |